# Telefonní budka (film)
Telefonní budka (v anglickém originále Phone Booth) je americký filmový thriller z roku 2002. Režisérem filmu je Joel Schumacher. Hlavní role ve filmu ztvárnili Colin Farrell, Forest Whitaker, Katie Holmes, Radha Mitchell a Kiefer Sutherland. 

## Obsazení
| Colin Farrell     | Stu Shepard     |
| Forest Whitaker   | Ed Ramey        |
| Katie Holmes      | Pamela McFadden |
| Radha Mitchell    | Kelly Shepard   |
| Kiefer Sutherland | volající        |
| Paula Jai Parker  | Felicia         |
| Arian Ash         | Corky           |
| Tia Texada        | Asia            |
| Jared Leto        | Bobby           |